# Thomas Brinkmann (Musiker)

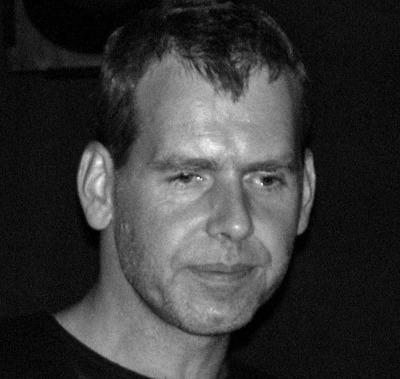
Thomas Brinkmann (2004)

Thomas Brinkmann (* 1959 in Mönchengladbach) ist ein deutscher Techno-Musiker und DJ. Er veröffentlicht unter seinem bürgerlichen Namen und Pseudonymen wie C.U.T., Ester Brinkmann, Jim Ingram, Max.Ernst, Soul Center und Tom Assman. Brinkmann ist Betreiber der Plattenlabel Max Ernst, Ernst und Max.

## Leben
Musikalisch geprägt wurde Brinkmann zunächst durch Bands wie Tangerine Dream, Ash Ra Tempel und Kraftwerk. Großen Einfluss auf seine späteren Werke hatten dann vor allem aber Funk, Soul und Rare Grooves.
Vom Can-Musiker Jaki Liebezeit lernte Brinkmann das Schlagzeugspiel. Gleichzeitig bastelte er an eigenen elektronischen Musikinstrumenten. 1978 hatte er die Idee, Schallplatten zu manuell programmierbaren Sequenzern umzufunktionieren. Dazu ritzte er mit einem Messer auf einer Schallplatte Kerben in die Endlosrille ein.
Brinkmann arbeitete in der zweiten Hälfte der 1980er Jahre dann im Designbereich. Ab dem Jahr 1989 lebte er längere Zeit in Frankreich und Italien, wo er sich verstärkt der Kunst zuwandte. Brinkmann ging dann zurück nach Deutschland, wo er zunächst als Gaststudent und später regulär an der Kunstakademie Düsseldorf bei Jannis Kounellis und Oswald Wiener studierte. Im Jahr 1996 wurde er von der Akademie verwiesen, was zu einem langjährigen Rechtsstreit führte.
Aufmerksamkeit in der Technoszene erregte er ab 1997 mit seinen „Variationen“ von Wolfgang Voigts Studio-1-Serie, die er mit einem modifizierten Schallplattenspieler mit einem Dual-Tonarm erstellte. Brinkmann spielte die Studio-1-Platten mit dem Dual-Tonarm-Spieler sehr langsam ab und nahm diese Neubearbeitungen auf. Voigt mochte das Ergebnis und veröffentlichte zwei EPs und ein Album auf seinem Label Profan.
Brinkmann besuchte danach im Februar 1998 Richie Hawtin im kanadischen Windsor, um ihm die Variationen von dessen Platte Concept I zu zeigen. Das Ergebnis der Aufnahmen erschien dann als Concept 1 - 96:VR.
Danach veröffentlichte er als Ester Brinkmann zwei Alben auf Supposé, auf denen er mit Sprach-Aufnahmen neu bearbeitete. So tauchen auf Totes Rennen (1998) unter anderem Samples von Blixa Bargeld, Michel Foucault, Hannes Böhringer und Heinz von Foerster auf. Auf Weiße Nächte (1999) verarbeitete Brinkmann ein Interview von Emil Cioran.
Im Jahr 1999 erschien dann das erste Album unter dem Pseudonym Soul Center, auf denen er minimalen Techno mit Funk- und Soul-Elementen kombinierte. 2000 und 2001 folgen weitere Alben als Soul Center, die auf den Livealben Wattstax Vol. 1 & 2 des Soul-Labels Stax Records aus den Jahren 1972/73 beruhen.
Brinkmann hatte bereits 1996 dem Mille-Plateaux-Betreiber Achim Szepanski seine Idee für ein Album aus bearbeiteten Endlosrillen vorgestellt. Szepanski konnte sich nicht kurzfristig zu einer Veröffentlichung entschließen, genau wie 1998 auch Wolfgang Voigt das Album nicht sofort veröffentlichen konnte. Brinkmann gründete daraufhin im Jahr 2000 sein Label Max Ernst, auf dem als erste Veröffentlichung das Album Klick erschien. Klick bestand aus 10 Stücken, die Brinkmann mit zwei Schallplattenspielern, einem Mixer und einigen Effektgeräten produziert hatte, wobei das Ausgangsmaterial im Wesentlichen aus 15 mit einem Messer bearbeiteten Endlosrillen und einigen Sprach-Samples bestand. Die Loops entstanden zwischen 1978 und 2000.
Für Raster-Notons Serie 20’ to 2000 – twelve releases about the cutting edge of the millennium steuerte Brinkmann eine Veröffentlichung bei, die unter dem Titel |||||.|.... / 20’ To 2000. July im Juli 1999 erschien.
Auf dem Tochterlabel Ernst erschien ebenfalls ab 1999 dann eine Serie von Platten, wobei Brinkmann die Platten nach weiblichen Vornamen benannte.
Im Jahr 2006 arbeitete Brinkmann mit der Musikerin Natalie Beridze (TBA) zusammen und veröffentlichte mit ihr gemeinsam unter dem Projektnamen Tba Empty* das Album Stupid Rotation auf Max Ernst. Nach mehreren Alben als Thomas Brinkmann erschien 2010 mit General Eclectics ein neues Album als Soul Center.

## Diskografie (Auswahl)

### Alben
- 1997: Thomas Brinkmann – Studio 1 – Variationen (Profan)
- 1998: Ester Brinkmann – Totes Rennen (Supposé)
- 1999: Ester Brinkmann – Weiße Nächte (Supposé)
- 1999: Soul Center – I (W.v.B. Enterprises)
- 2000: Soul Center – Soul Center* (W.v.B. Enterprises)
- 2000: Thomas Brinkmann – Klick (Max Ernst)
- 2001: Soul Center – III (Novamute)
- 2001: Ester Brinkmann – Der Übersetzer – Il Traduttore (Supposé)
- 2002: Thomas Brinkmann – Rōw (Compilation; Max Ernst)
- 2004: Thomas Brinkmann – Tokyo + I (Max Ernst)
- 2004: Thomas Brinkmann – Tour De Traum (DJ-Mix, Traum Schallplatten)
- 2005: Thomas Brinkmann – Lucky Hands (Max Ernst)
- 2008: Thomas Brinkmann – When Horses Die … (Max Ernst)
- 2010: Soul Center – General Eclectics (Shitkatapult)
- 2016: Thomas Brinkmann – A 1000 Keys (Editions Mego)
- 2016: Thomas Brinkmann – A Certain Degree Of Stasis (Frozen Reeds)
- 2019: Thomas Brinkmann – Raupenbahn (Editions Mego)

### Singles und EPs
- 1997: Thomas Brinkmann – Studio 1 – Variationen (Profan)
- 1997: Thomas Brinkmann – Studio 1 – Variationen 2 (Profan)
- 1998: Ester Brinkmann – Voran (Supposé)
- 1998: Thomas Brinkmann – Axel / Bernd (Max)
- 1998: Thomas Brinkmann – Anna / Beate (Ernst)
- 1998: Thomas Brinkmann – Clara / Doris (Ernst)
- 1998: Thomas Brinkmann – Inge / Jutta (Max)
- 1998: Thomas Brinkmann – Erika / Frauke (Ernst)
- 1998: Thomas Brinkmann – Ekkehart / Friedrich (Ernst)
- 1998: Thomas Brinkmann – Gisela / Heidi (Ernst)
- 1998: Thomas Brinkmann – X100 (Supposé)
- 1998: Thomas Brinkmann – Max.Ernst & Freunde (Max Ernst)
- 1998: Thomas Brinkmann – Susi / Trixi (Ernst)
- 1999: Brinkmann / Scanner – Adria / Blind (Force Inc. Music Works)
- 1999: Thomas Brinkmann – Karin / Lotte (Ernst)
- 1999: Thomas Brinkmann – Olga / Petra (Ernst)
- 1999: Thomas Brinkmann – Monika / Nicola (Ernst)
- 1999: Soul Center – J. B. / Groovin (W.v.B. Enterprises)
- 2000: Ester Brinkmann - |||||.|.... / 20' To 2000. July (Raster-Noton)
- 2000: Thomas Brinkmann – Ulla / Vera (Ernst)
- 2000: Thomas Brinkmann – Wanda / Xenia (Ernst)
- 2000: Thomas Brinkmann – Yvette / Zora (Ernst)
- 2000: Thomas Brinkmann – Klick (Max Ernst)
- 2000: Thomas Brinkmann – Loplop (Max Ernst)
- 2001: Thomas Brinkmann + Marcus Schmickler – Chevrolet Corvette (Max Ernst)
- 2001: Thomas Brinkmann – 46 Valentino EP (Max Ernst)
- 2001: Soul Center – Roses (W.v.B. Enterprises)
- 2002: Thomas Brinkmann & Heiko Laux – Tyranids  (Art Of Perception)
- 2002: Thomas Brinkmann – Orange Green (Max Ernst)
- 2002: Pile / Thomas Brinkmann & Markus Nikolai – The Spirit / Florida (Perlon)
- 2002: Ester Brinkmann – Untitled (Supposé)
- 2003: Thomas Brinkmann – Tina / Argo (Max Ernst)
- 2003: Thomas Brinkmann – 4 Tracker (Max Ernst)
- 2004: Thomas Brinkmann – Lovesong / Hatesong (Max Ernst)
- 2006: Thomas Brinkmann / Alex Under – Naranja Monje (Cmyk Musik)
- 2006: Thomas Brinkmann – Diamonds, Furcoat, Champagne / Touch Me (max.i)
- 2009: Thomas Brinkmann – Isch (Petite)
- 2010: Gavin Friday & Dave Ball / Thomas Brinkmann / Alan Vega – Ghostrider (Blast First Petite)
- 2010: Soul Center – GE01 (Shitkatapult)
- 2010: Soul Center – GE02 (Shitkatapult)
- 2010: Soul Center – Switch It (Curle Recordings)
- 2013: Brinkmann – Guy Martin EP (Third Ear Recordings)
- 2015: Thomas Brinkmann – When The Music... EP (Third Ear Recordings)
- 2018: Thomas Brinkmann – Retrospektiv EP (Third Ear Recordings)
- 2018: Thomas Brinkmann – Retrospektiv 2 EP (Third Ear Recordings)
- 2018: Thomas Brinkmann – Retrospektiv 3 EP (Third Ear Recordings)
- 2019: Thomas Brinkmann – Retrospektiv 4 EP (Third Ear Recordings)